# Johannes van den Bosch
Johannes van den Bosch (ur. 2 lutego 1780, zm. 28 stycznia 1844) – holenderski wojskowy i polityk.
Służył kilka lat w oddziałach holenderskich stacjonujących w Indiach Wschodnich. Krytykował nieskuteczną, jego zdaniem zbyt liberalną politykę wobec tej kolonii. W 1827 przedłożył rządowi projekt zmian mający doprowadzić do bardziej zyskownej eksploatacji owej posiadłości. W 1830 został mianowany gubernatorem generalnym (był nim do 1833). Stworzył system culturstelsel, którego efektem była skrajna eksploatacja Jawy. Aby można było sprawniej realizować jego założenia doprowadził do budowy wielu nowych dróg, stworzył także wiele plantacji kawy i magazynów do jej przechowywania. W uznaniu zasług (w latach 1830–1877 firmowana przezeń polityka przyniosła 837 mln guldenów zysku) otrzymał tytuły barona (1835) i hrabiego (1839).
Pełnił funkcję ministra kolonii (1834–1840), wchodził w skład Tweede Kamer (1842–1844).
Odznaczony Krzyżem Oficerskim Orderu Wojskowego Wilhelma (8 lipca 1815) oraz Komandorią (15 października 1828) i Krzyżem Wielkim (26 marca 1831) Orderu Lwa Niderlandzkiego.